# Либертас (монета)
Либертас (лат. Libertas), также известна как «голова Гельвеции» (нем. Helvetiakopf) или просто «Гельвеция» (лат. Helvetia) — первая курсовая монета Швейцарской Конфедерации номиналом 20 франков. Монета аналогична наполеондору, чеканилась с 1883 по 1896 год и предшествовала серии «Вренели». Либертас популярна как предмет коллекционирования и инвестиций.

## История чеканки
В 1848 году была создана Швейцарская Конфедерация, управление эмиссией денег на всей её территории взял на себя Федеральный совет Швейцарии, и в 1850 году был введён единый для всей страны швейцарский франк, который для удобства обращения унифицировали с французским франком. В 1850 году Совет установил франк как единую валюту для всех кантонов, также началась чеканка первых монет на монетных дворах Парижа и Страсбурга. С 1855 года эту функцию исполняет монетный двор Берна. В 1865 году Швейцария вступила в Латинский монетный союз, а в 1871-м начались эксперименты по созданию собственных золотых монет. До этого Швейцария использовала иностранные золотые монеты (французские, итальянские, бельгийские) во внутренней торговле. По некоторым предположениям, решение о выпуске собственных монет из золота было принято под давлением других стран — участниц Латинского союза, по другим — Франко-Прусская война остановила приток важных для экономики золотых монет из других стран союза, прежде всего из Франции.

### Пробные монеты
Известна чеканка пробных золотых монет номиналом в 20 франков в 1871 году. Существует два типа: с гербом Швейцарской Конфедерации и с профилем женщины в классическом стиле, идентичных чеканившимся на раппенах. Первый проект был создан художником Фоигтом, второй — Дюрусселем. Монеты выпускались в 1871 и 1873 годах в нескольких металлах, включая олово, никель, цинк и медно-никелевый сплав. По некоторым предположениям причиной отказа от этих вариантов стала их низкая защищенность от подделок, по другим — окончание войны, возобновившее приток золота в страну. В 1873 году была отчеканена новая партия пробных монет достоинством 20 франков (около 1000 экземпляров) по проекту Винера. На них была изображена сидячая Гельвеция со швейцарским гербом в руке и мечом на фоне горного пейзажа. Кроме того, отмечены попытки использовать это изображение на 20 раппенах. При этом изображение сидячей Гельвеции подвергалось критике, что привело к замене изображения на номиналах в ½, 1 и 2 франка на «стоячую Гельвецию», находящуюся там до сих пор.
Все три разновидности пробных золотых монет соответствовали по своим параметрам французскому наполеондору (название золотой монеты достоинством 20 французских франков): 900-я проба, общая масса — 6,452 г, содержание чистого золота — 5,8 г, диаметр — 21 мм.

### Монеты в обращении
Регулярная чеканка собственных золотых монет в Швейцарии началась лишь в 1883 году. На них был изображен профиль Либертас, древнеримской богини, олицетворяющей свободу. Номинал — 20 швейцарских франков, 900-я проба, общая масса — 6,452 г, содержание чистого золота — 5,8 г, диаметр — 21 мм. Монеты этого типа чеканились на Федеральном монетном дворе до 1896 года и были заменены монетами типа «Вренели».
Тиражи монет:
| 1883 | 250’000 | 1889 | 100’000 | 1893 | 100’000 |
| 1886 | 250’000 | 1890 | 125’000 | 1894 | 120’600 |
| 1887 | 176     | 1891 | 100’000 | 1895 | 200’000 |
| 1888 | 4224    | 1892 | 100’000 | 1896 | 400’000 |

### Монеты из золота Гондо
В 1893 и 1895 годах были отчеканены небольшие партии в 25 и 19 монет из светлого золота, добываемого в шахтах Гондо в кантоне Вале. Они отмечены крестообразным знаком посередине швейцарского креста на реверсе и представляют значительную коллекционную ценность.

## Детали изображения
На аверсе 20-франковых монет 1883—1896 годов чеканилось изображение женщины, увенчанной диадемой с латинской надписью «Libertas» («Свобода»). По кругу легенда: «CONFŒDERATIO HELVETICA». На реверсе — изображение швейцарского герба в окружении лаврового венка под пятиконечной звездой, год чеканки и номинал «20 FR». На гурте латинская надпись: «DOMINUS*** / PROVIDEBIT / **********» («Бог усмотрит» согласно синодальному переводу Быт. 22:8; «Бог позаботится» согласно общепринятому литературному переводу). По одной из версий она стала причиной отказа от данного типа монет, так как содержала неуместный политический посыл, будучи девизом Бернской республики. Часть монет 1883 и 1885 годов имеют рубчатый гурт.
Дизайн реверса монеты создал Кристиан Бюлер, аверса — Альберт Вальх, также известный оформлением монет в 5, 10 и 20 раппенов, которые до сих пор находятся в обращении. Гравёром выступил Карл Швенцер.
Изображение девушки на аверсе было выбрано без конкурса по эскизам Вальха, изобразившего древнеримскую богиню свободы Либертас, которую отождествили с Гельвецией, персонифицированным символом Швейцарии. Однако в глазах населения этот образ плохо ассоциировался со Швейцарией, поэтому в конце концов для 20-франковых золотых монет было разработано новое оформление, получившее общепринятое название «Вренели».

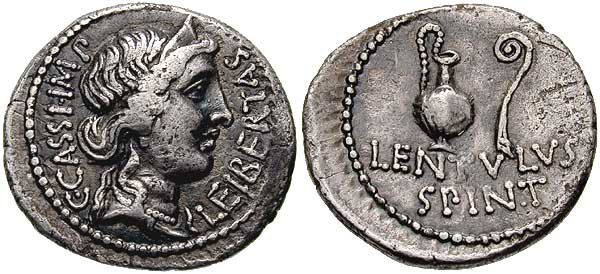
Либертас на римском денарии (42 г. н. э.)
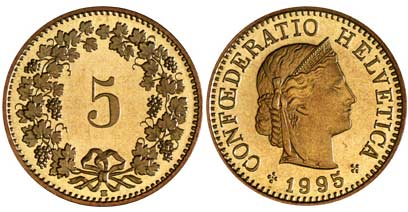
Либертас (работа Альберта Вальха) на современных 5 раппенах
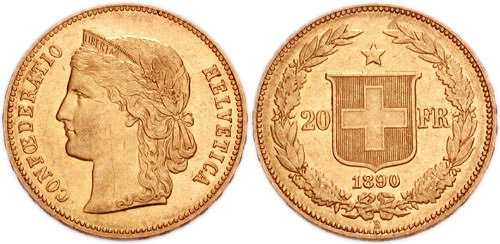
20 швейцарских франков (тип «Либертас»)
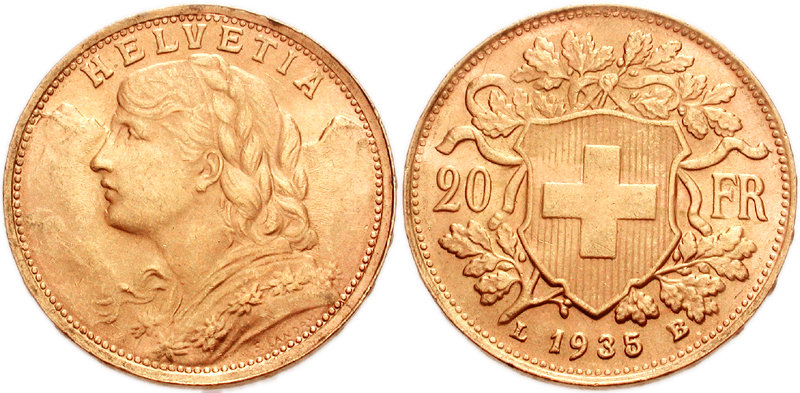
20 швейцарских франков (тип «Вренели»)